# 보영운수 (서울)
보영운수(寶榮運輸)는 서울특별시의 시내버스 운수 업체로 본사는 경기도 광명시 하안동 광명공영차고지에 주 사무소를 두고 있으며, 사업자/면허 등록은 서울특별시 금천구 가산동 29-6으로 되어 있다. 경기도 안양시 면허의 시내버스 회사인 보영운수와는 전혀 연관이 없다.

## 역사
- 1970년 10월 2일: 118번 (구로동 - 을지로6가)을 운행하던 영등포합승자동차(永登浦合乘自動車, 이후 영일교통, 현 보성운수) 구로동영업소<당시 서울특별시 영등포구 구로동, 현 서울특별시 구로구 구로동 남구로역 부근 (구 종점)소재>가 보영운수(주)로 분리 독립하였다.
- 1980년: 118번 기존 노선과 동일한 좌석버스 노선인 718번 (하안동 - 남대문시장)이 신설.
- 1987년경: 가리봉동에서 차고지를 광명시 하안동 314번지로 면허등록지를 금천구 가산동 29-6번지로 각각 이전, 하안동 이전과 함께 가리봉동 - 남대문시장 구간을 운행하던 118번 노선은 이대역 - 대흥동 - 신촌로터리 회차로 단축되었고, 115번 (하안동 - 구 해태제과)의 연장 노선인 115-1번 (하안동 - 목동아파트)이 신설.
- 1990년: 좌석버스 718번은 개편 전 노선과 동일한 영등포 - 여의도 - 마포 - 청계2가 노선으로 변경되었다.
- 1997년: 115-1번보다 구간이 짧고 노선이 거의 중복되는 115번을 115-1번에 통합시키는 형식으로 폐선하였다.
- 2004년: 서울시내버스 개편과 함께 기존의 118번 노선은 지선버스 5714번으로 존치되었으나, 좌석버스 718번은 간선버스 503번으로 전환되면서 노선도 마포로 대신 원효로 경유로 변경되어 신세계백화점으로 변경, 115-1번은 지선버스 5630번으로 변경되면서 영등포역 대신 구로역에서 목동역으로 바로 가는 루트로 변경. 또한 개편 전 북부운수 54번 여의도 - 대림동 구간을 커버하는 지선버스 5534번을 운행하게 되었다.
- 2005년 3월 28일: 5714번 노선에 선유도공원 정류소가 추가되었다.
- 2006년 9월 18일: 광명공영차고지가 개장하면서 한성운수 철산동 영업소와 함께 광명공영차고지에 입주
- 2008년 12월 27일: 서울역고가차도 철거로 503번의 회차 루트가 변경되었다.
- 2009년 9월 3일: 시청역앞 회차루트에 문제가 있어 회차지점을 남산3호터널로 변경했다.
- 2015년 2월 27일: 503번 노선을 남대문시장에서 서울역환승센터(4번 홈)으로 노선을 변경하였다.
- 2021년 3월 27일: 5534번 버스가 권역에 맞게 5634번 버스로 변경되었다.

## 운행 노선
2023년 5월 13일 기준이다.
| 운행노선 | 운행구간       | 운행구간 | 운행구간  | 배차간격 (분) | 인가 대수 | 비고                    |
| -------- | -------------- | -------- | --------- | ------------- | --------- | ----------------------- |
| 503번    | 광명공영차고지 | ↔        | 서울역    | 9~19          | 16        | 구 718번 변경           |
| 5630번   | 광명공영차고지 | ↔        | 목동역    | 8~19          | 13        | 구 115-1번 변경         |
| 5634번   | 광명공영차고지 | ↔        | 여의도    | 8~19          | 14        | 구 54번 단축, 구 5534번 |
| 5714번   | 광명공영차고지 | ↔        | 이대입구  | 5~15          | 34        | 구 118번                |
| 8553번   | 금천구청역     | ↔        | 벽산1단지 | 10            | 3         |                         |

## 보유 차량

#### 자일대우버스
- 자일대우 NEW BS110

#### 현대자동차
- 현대 그린시티
- 현대 뉴 슈퍼 에어로시티
- 현대 저상 뉴 슈퍼 에어로시티
- 현대 일렉시티

## 갤러리

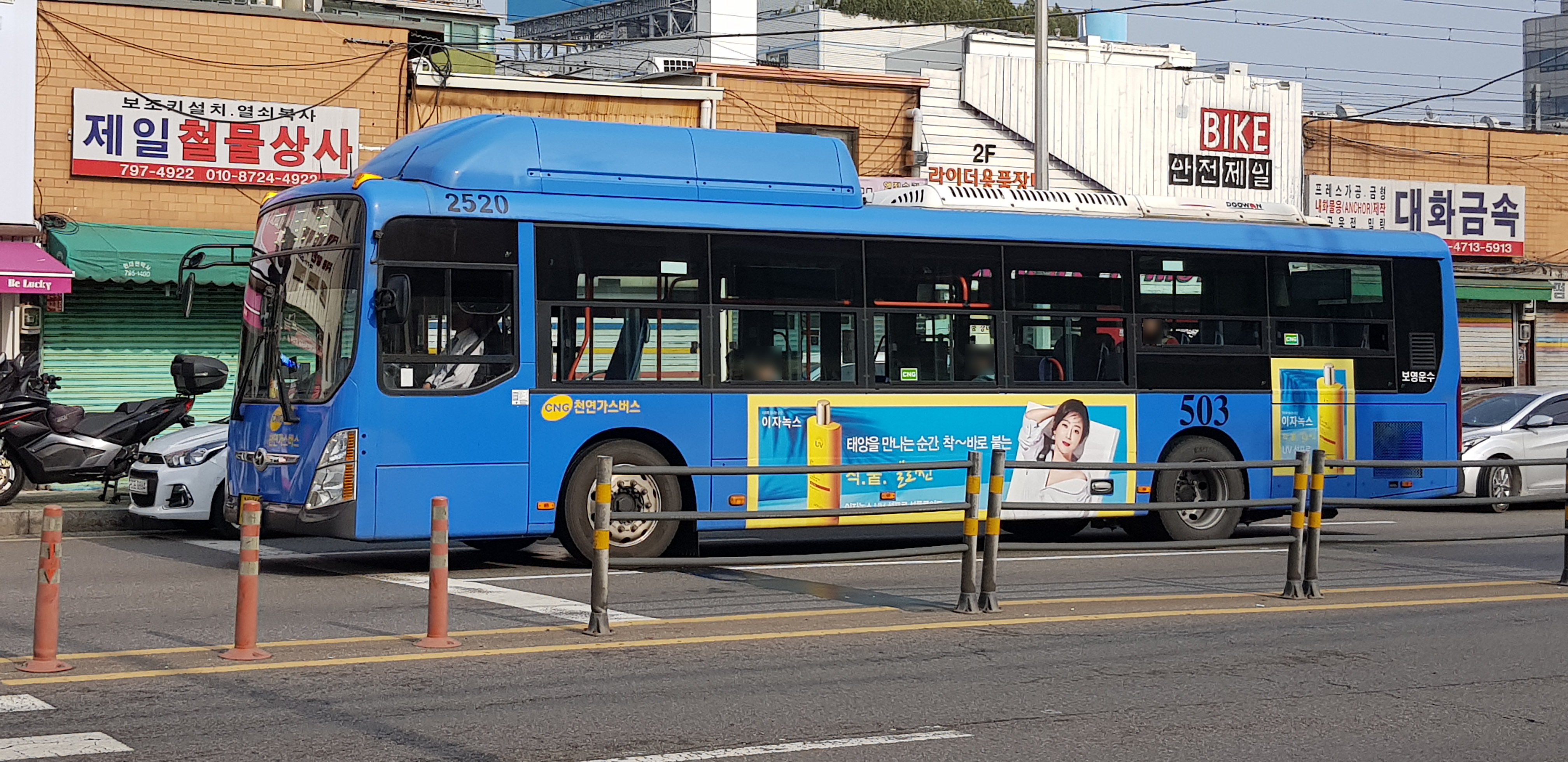
서울시내버스 503번
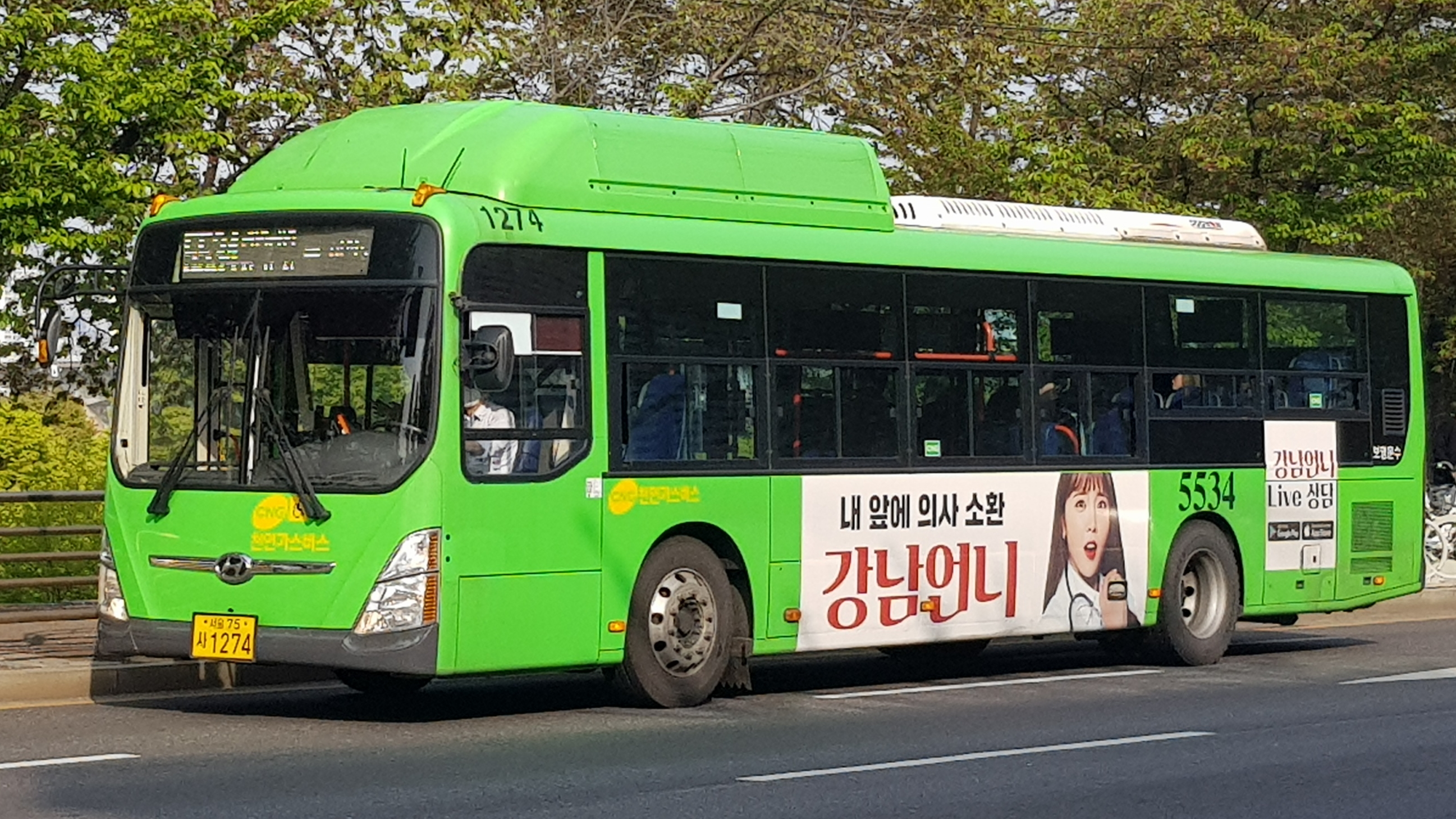
서울시내버스 구 5534번 (현 5634번)
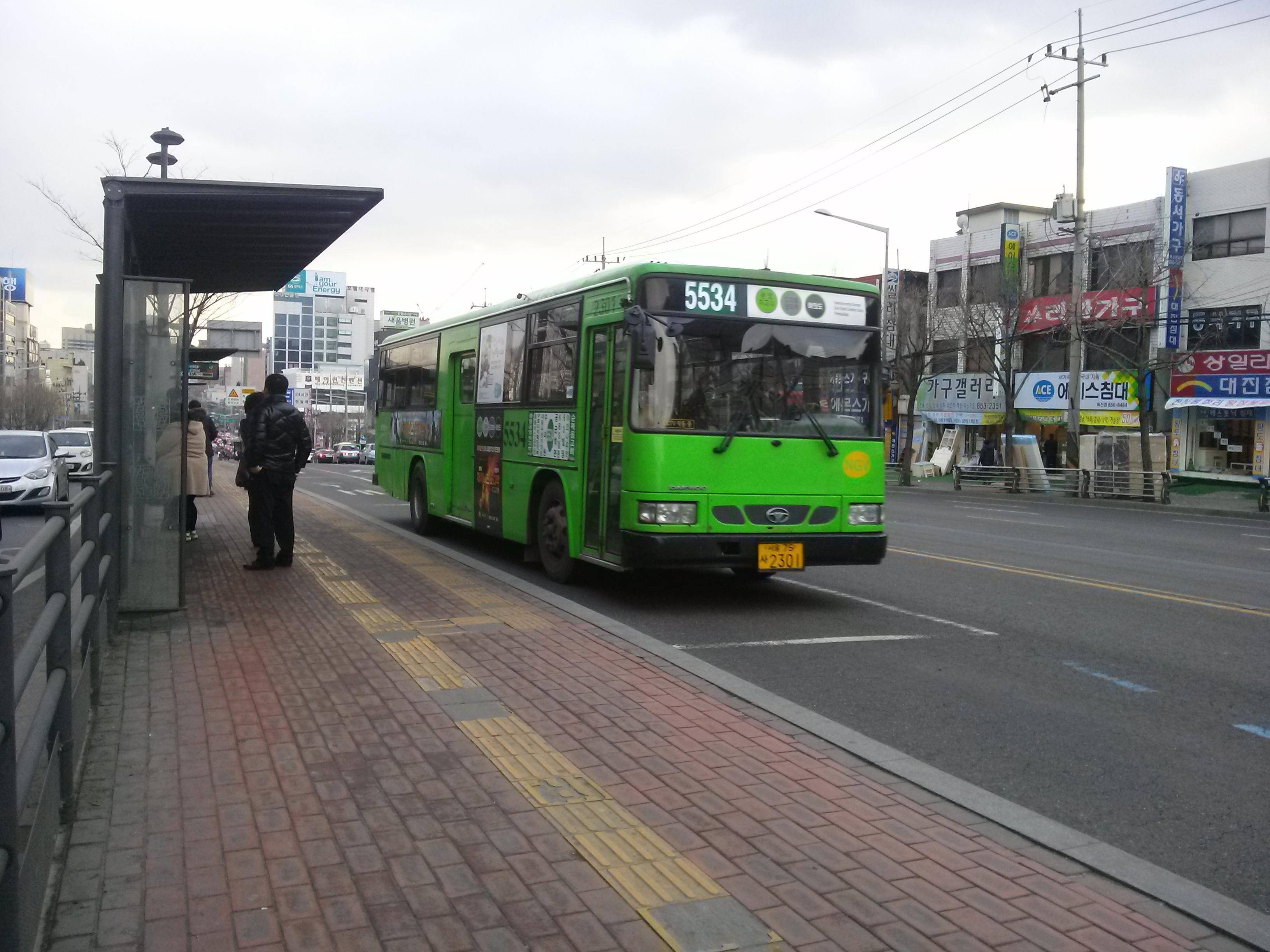
서울시내버스 구 5534번 (현 5634번)